# U–433
Az U–433 tengeralattjárót a német haditengerészet rendelte a danzigi F Schichau GmbH-tól 1939. szeptember 23-án. A hajót 1941. május 24-én állították szolgálatba. Két harci küldetése volt, amelynek során egy hajót megrongált.

## Pályafutása
Az U–433 – Hans Ey kapitány irányításával –1941. augusztus 25-én Bergenből futott ki első őrjáratára, amelynek során behajózott a Dánia-szorosba, majd a Labrador-tengerre, és végül a Vizcayai-öbölbe.  Részt vett a Markgraf farkasfalka  vadászatában. A tengeren töltött 32 nap alatt egy hajót rongált meg. Szeptember 11-én a búvárhajó torpedója valószínűleg a norvég Bestumot találta el, amely egy másik német támadás hajótöröttjeit mentette. Egyes feltevések szerint a torpedó a már megrongált svéd Garmba csapódott.
Az U–433-at második harci küldetésének kilencedik napján, 1941. november 16-án,  Gibraltártól keletre a Brit Királyi Haditengerészet HMS Marigold korvettje mélységi bombákkal és fedélzeti fegyvereinek tüzével megsemmisítette. Hat német tengerész meghalt, 38 életben maradt.

## Kapitány
| Név     | Kezdőnap        | Zárónap            |
| ------- | --------------- | ------------------ |
| Hans Ey | 1941. május 24. | 1941. november 16. |

## Őrjáratok
| Indulás       | Indulónap           | Érkezés       | Zárónap              |
| ------------- | ------------------- | ------------- | -------------------- |
| Bergen        | 1941. augusztus 25. | Saint-Nazaire | 1941. szeptember 25. |
| Saint-Nazaire | 1941. november 8.   | *             | 1941. november 16.   |

* A hajó nem érte el úti célját, elsüllyeszteték

## Megrongált hajó
| Nap                  | Hajó   | Nemzetisége | Brt  | Konvoj |
| -------------------- | ------ | ----------- | ---- | ------ |
| 1941. szeptember 11. | Bestum | Norvégia    | 2215 | SC–42  |